# منتخب أوكرانيا للكرة اللينة للسيدات
منتخب أوكرانيا للكرة اللينة للسيدات هو ممثل أوكرانيا الرسمي في المنافسات الدولية في الكرة اللينة للسيدات .